# Археолошки преглед
Археолошки преглед (Archaeologia Iugoslavica) је био научни часопис Савеза археолошких друштава Југославије (фр. Association Des Societes Archeologiques de Yougoslavie) у периоду између 1954. и 1990. године. У временском распону излажења часописа, штампано је укупно 25 бројева. Средиште Савеза, издавача часописа било је у Београду, те се овде налазило и уредништво.
Часопис Археолошки преглед излазио је једном годишње, на српскохрватском језику и у латиничном писму, са резимеима на француском и другим језицима. Доносио је прилоге из музејско-галеријске делатности и у њему су били представљени резултати археолошких ископавања и истраживања обављених на територији Југославије. На тај начин ова периодика преузела је улогу централно-федералног археолошког издања. Пошто је часопис тежио интерпретирању важнијих археолошких достигнућа са простора Југославије и приказивању истих међународном професионалном форуму, у њему су били чести и чланци писани ексклузивно на страним језицима (немачком, енглеском и франсцуском).
Осим овог прегледа Савез је издавао и друге публикације, на пример "Материјале" (као спец. издања у сарадњи са музејима) и "Анале" (фр. Actes) на страним језицима. Савез је издао и низ археолошких монографија.